# Cinéma féroïen

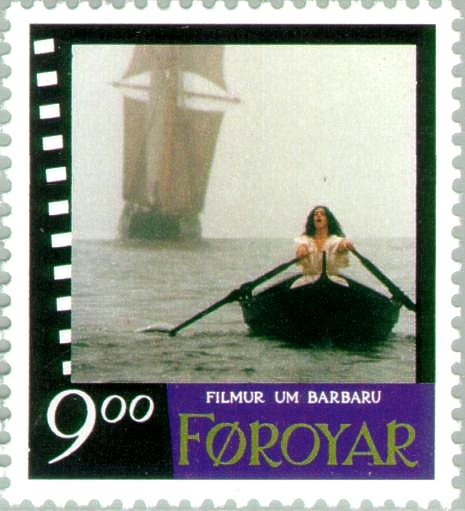
La Norvégienne Anneke von der Lippe dans le rôle de la Féroïenne Beinta Broberg dans le film danois Barbara (1997).

Les îles Féroé ont une faible population et, en raison du coût initial élevé de la réalisation d'un film, l'histoire du cinéma féroïen est modeste. La première réalisatrice des îles Féroé est Katrin Ottarsdóttir. Son premier film se déroulant dans les îles Féroé est Atlantic Rhapsody - 52 scener fra Tórshavn (fo) en 1989.
Les premiers longs métrages en langue féroïenne avec des acteurs féroïens (Rannvà 1975, Heystblómur 1976 et Pall Fángi 1977) ont été réalisés au milieu des années 1970 par Miguel Marin Hidalgo (fo), un Espagnol qui a séjourné plusieurs années aux Îles Féroé. En juillet 2015, les trois films ont été projetés à nouveau aux Îles Féroé, à la Maison nordique de Tórshavn, en présence de leur auteur, Miguel Marín Hidalgo. La télévision nationale féroïenne, Kringvarp Føroya, a diffusé Rannvá les 25 et 27 décembre 2016 et Heystblómur les 1er et 3 janvier 2017.
Autodidacte, Johan Rimestad a réalisé en 2009 le long métrage autofinancé Karrybollarnir, qui se déroule à Tórshavn.
En 2012, le premier prix du film féroïen, intitulé Geytin (fo). Le jeune réalisateur féroïen Sakaris Stórá (fo) remporte le premier prix pour son court métrage Summarnátt (litt. « Nuit d'été »). En 2013, il réalise un nouveau court métrage, Vetrarmorgun (litt. « Matin d'hiver »), qui est primé lors de la Berlinale 2014.
En 2014, des subventions pour la réalisation de films sont inscrites pour la première fois au budget du gouvernement des îles Féroé (fíggjarlógin). 22 personnes ont demandé une subvention, 9 d'entre elles en ont reçu une, l'ensemble des subventions s'élevant à 485 000 couronnes danoises.

## Liste de films féroïens
Il s'agit d'une liste de films concernant les îles Féroé, soit que le réalisateur soit féroïen, soit que le film ou des parties du film soient tournés dans les îles Féroé :
- 1975 : Rannvá
- 1976 : Heystblómur
- 1977 : Páll Fangi
- 1989 : Atlantic Rhapsody - 52 scener fra Tórshavn (fo)
- 1990 : 1700 meter fra fremtiden
- 1992 : Tre blink mod vest
- 1995 : Maðurin ið slapp at fara
- 1997 : Barbara (Danemark)
- 1998 : Dansinn (sv) (Islande)
- 1999 : Bye Bye Blue Bird
- 2002 : Burturhugur
- 2003 : Brudepigen - Færgeturen - Jagten på kæledyret
- 2005 : Trøllini og Mafian
- 2008 : Ein regla um dagin má vera nokk!
- 2008 : Eingin kann gera tað perfekta
- 2009 : Karrybollarnir
- 2009 : Sporini vaksa úr orðum
- 2012 : Summarnátt
- 2013 : Vertarmorgun
- 2014 : Ludo
- 2014 : Skuld
- 2016 - Gjógv - millum Norðhavið og Skarðið
- 2017 : Dreymar við Havið